# Identi.ca
Identi.ca é um serviço de rede social e microblogging de código aberto. É baseado no StatusNet, um pacote de micro-blogging construído sobre a especificação OpenMicroBlogging. Os usuários devem mandar "atualizações" por meio de mensagens de texto (dents) que contenham até 140 caracteres, de modo semelhante ao Twitter.  O serviço suporta XMPP e permite livremente exportar e compartilhar dados pessoais e de "amigos", baseando-se no padrão FOAF. Isso significa que os dents podem ser mostrados com uma conta do Twitter account ou outro serviço, também podendo fazê-lo num sistema privado, similarmente ao Yammer.
O serviço recebeu cerca de 8000 registros e 19000 updates dentro das primeiras 24 horas do lançamento ao público, e alcançou seu milionésimo dent em 4 de novembro de 2008. Em janeiro de 2009, identi.ca recebeu investimentos de um grupo de venture capital, cuja sede é Montreal. Como resultado direto, melhorias e um novo design foi lançado a 23 de janeiro de 2009.
Um novo recurso do Identi.ca é a possibilidade de se criar grupos para reunir dents sobre um tópico em particular.
Em 30 de março de 2009 a Control Yourself anunciou que o Identi.ca tornara-se parte dum serviço de microblogging chamado status.net, que foi lançado em maio de 2009. Status.net oferece microblogs individuais em um subdomínio a ser escolhido pelo usuário. Identi.ca sempre será um serviço grátis e livre. Todas as notícias veiculadas através dele são postas por padrão sob a licença Creative Commons Attribution 3.0 , mas clientes pagantes são livres para escolher uma licença diferente.